# 来栖良
来栖 良（くるす りょう、1919年1月8日 - 1945年2月17日）は、日本の陸軍軍人、戦闘機操縦者。最終階級は陸軍技術少佐。

## 経歴

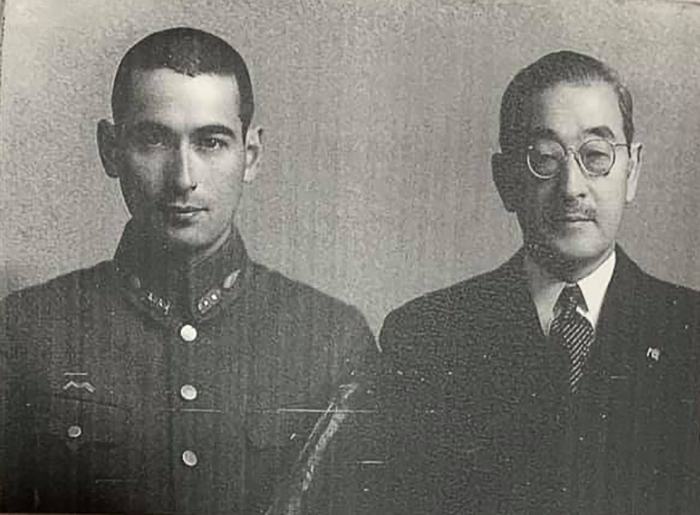
来栖良と父・三郎（1941年頃）

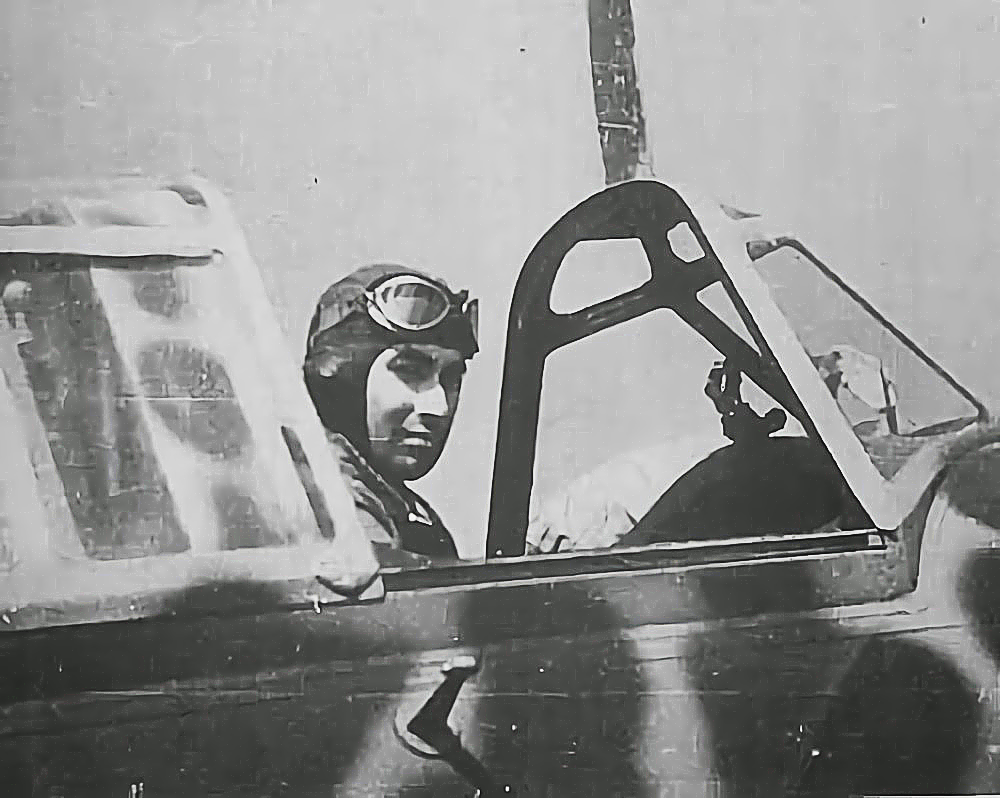
来栖良と九九式襲撃機

外交官である父・三郎と、アメリカ人である母・アリスの三兄弟の長男としてアメリカのシカゴに生まれ育つ。アメリカ滞在時は、「ベア」の愛称で呼ばれていた。1927年（昭和2年）に日本に帰国し、暁星中学校を経て、1937年（昭和12年）に横浜高等工業学校（現横浜国立大学工学部）に入学。高工時代はラグビー部のキャプテンを務めていた。1940年（昭和15年）3月に同校機械科を繰上げ卒業し、翌4月に川西航空機に入社した。
その白人の血が色濃く出た混血ゆえに、普段から強い偏見やいじめに遭っていたが、高工時代や陸軍将校時代はその人柄の良さも相まり、周りから容貌について揶揄されることは無く、本人も弱音を漏らす事は少なかった。また、その日本人離れした容貌と175cmの長身から、待合茶屋の芸妓達からは大変な人気があり、満州出張時には現地のロシア人ホステスから同じロシア人と間違われたり、フランスを旅行している最中には、現地人から俳優になるよう誘われたこともあったという。
学校卒業者のため徴兵され、1941年（昭和16年）1月に帝国陸軍の第8航空教育隊に入営。高工時代に航空工学を専攻していたこともあり、航技見習士官採用試験を受験しこれに合格。陸軍航空技術学校を経て、3月に見習士官たる陸軍航技曹長となり第1陸軍航空技術研究所附、同年6月、陸軍航技少尉に任官した。当時、陸軍は航空エンジニアとテスト・パイロットを融合させた、エンジニア・パイロットの育成をしており、同じ横浜高工出身の航技将校であり、既にエンジニア・パイロットであった親友・畑俊八（最終階級陸軍技術大尉）の薦めもあり来栖はこれに志願、特別操縦学生として1943年（昭和18年）12月、熊谷陸軍飛行学校にて第92期操縦学生らと共に訓練を受け1944年（昭和19年）1月に卒業。その素質から飛行分科「戦闘」のエンジニア・パイロットとして多摩飛行場（福生飛行場）の陸軍航空審査部飛行実験部戦闘隊に配属される。
航空審査部において来栖は名立たるエースや超ベテラン・パイロットと肩を並べ各種実験の職務にあたり、アメリカ生まれの語学力を活かし、B-29の英語マニュアルの翻訳も行っていた。
妻・マサとの間にもうけた娘・扶沙子は、後にプロ野球選手となった星野仙一に嫁いだ。父方の祖父である来栖惣兵衛は、横浜財界の重鎮であり、父方の大伯父（祖母の兄）である小野光景は横浜正金銀行の頭取を務めている。

## 事故死

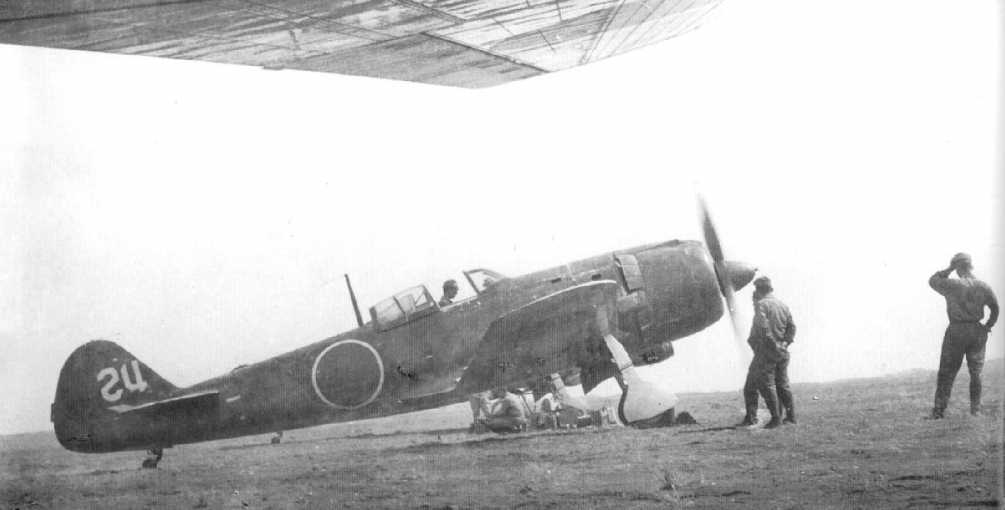
福生飛行場にて航空審査部によってテスト中のキ84（四式戦「疾風」）試作機、1943年

1945年（昭和20年）2月17日に航空審査部は、16日からジャンボリー作戦により関東地方を攻撃すべく初襲来したアメリカ海軍第58任務部隊の艦載機を迎撃（本土防空戦時、審査部戦闘隊は臨時の防空部隊「福生飛行隊」として部員操縦者は迎撃任務に当たっていた）、当時陸軍技術大尉の来栖は四式戦「疾風」に搭乗しこれと交戦、無事帰還し小型機1機の撃墜を報告。
二度目の迎撃時、乗機「疾風」の駐機場所まで誘導路上を歩いていたところ、「疾風」の手前の準備線に位置する、同じく迎撃の為に急発進した梅川亮三郎陸軍中尉操縦の一式戦「隼」のプロペラに接触、頭を刎ねられ即死した。26歳没。地上での接地体勢の「隼」の操縦席からは、来栖は死角に入っていたため存在を確認する事ができなかったこともあり、幾ら操縦暦14年半の超ベテランである梅川中尉であっても避けられなかった事故であり、落ち度が無かったとされ不問に処された。
事故直後、来栖の家族には、不慮の事故による死亡では気の毒だという陸軍の配慮もあって、「迎撃戦闘時に被弾負傷、帰還後に死亡」と伝えられ、これが公式発表とされた。来栖の戦死を報道する当時の新聞各社の記事や、戦後の靖国神社遊就館内での展示内容においても同様となっている。
この戦死の状況に関して、戦後、加賀乙彦著作にて出版された来栖一家を描いた小説にて、来栖良少佐は「千葉県八街市上空で撃墜され墜落する機内からパラシュートで脱出、着地したところを農民から米軍パイロットと間違えられ、竹槍で刺殺された」との記述が実名でなされていたため、この捏造とも言える誤った事柄が事実と間違えられ広まっている（加賀乙彦#小説かノンフィクションか）。
死後、陸軍技術少佐に特進。また、部隊葬が来栖の家族と航空審査部の将官以下軍人・軍属一同が列席した上で同部の格納庫にて行われた。墓碑には父・三郎によって“In peace, sons bury their fathers. In war, fathers bury their sons.”（平時は息子が父を葬り、戦時は父が息子を葬る）というヘロドトスの言葉が刻まれた。
戦後のエピソードとしては、進駐軍が長野県軽井沢町にある来栖夫妻の隠居先を訪問し、ある士官が軍服姿の良の写真を見て、彼の母・アリスに対し「あなたのご子息が戦死されたのは大変お気の毒なことだ。彼は帝国軍の犠牲になったのだ」と語りかけた。
が、彼女は毅然とした態度で「息子は愛する祖国・日本を守るために尊い命を捧げたのです。彼は帝国軍人として死にました。このような息子をもったことを私は誇りに思います」と答えた。その士官は黙って写真を再度見て「いい男だ」とだけ述べて立ち去ったという。